# Aztec Mountain
Der Aztec Mountain ist ein 2000 m hoher, pyramidenförmiger Berg im ostantarktischen Viktorialand. Er ragt unmittelbar südwestlich des Maya Mountain und westlich des Beacon Valley auf.
Die Mannschaft der New Zealand Geological Survey Antarctic Expedition (1958–1959) benannte ihn so, da seine Form an die kultischen Pyramiden der Azteken erinnert.